# Hajdúszoboszló
Hajdúszoboszló [ˈhɒjduːsobosloː] (ältere ungarische Bezeichnung: Szoboszló) ist eine Stadt und ein Kurort im gleichnamigen Kreis in der Großen Ungarischen Tiefebene. Nur etwa 20 km von Debrecen und gut 200 km von Budapest entfernt, ist diese Stadt direkt an der M4 gelegen und befindet sich im Komitat Hajdú-Bihar. Der berühmte Hortobágyi-Nationalpark befindet sich in der Nähe. Von den 24.000 Einwohnern ist der überwiegende Teil calvinistisch. In Hajdúszoboszló befindet sich mit 30 ha Fläche die größte Kurfreibadanlage Ungarns Thermalbad Hajdúszoboszló. Durch die Heilquellen und einige Erdgasfelder in der näheren Umgebung ist Hajdúszoboszló heute eine eher wohlhabende Gemeinde im noch immer vergleichsweise armen Ostungarn.
Hajdúszoboszló ist die bekannteste Bäderstadt der ungarischen Tiefebene – zu den Hauptattraktionen gehören der Bäderkomplex mit dem berühmten Heilbad, das Freibad, der Aquapark und der Aqua-Palace.

## Geografie
In den 1920er Jahren wurde durch den Geologen Ferenc Pávai Vajna Thermalwasser bei Gasbohrungen entdeckt. Das Gemeindegebiet von Hajdúszoboszló ist zweigeteilt, im Hauptteil liegt auch die Stadt und dieser wird von dem Kanal Keleti-főcsatorna durchflossen. Der Hauptteil grenzt an folgende Gemeinden:
|          | Nagyhegyes                                  |                           |
| Nádudvar | Kompassrose, die auf Nachbargemeinden zeigt | Ebes                      |
| Kaba     | Hajdúszovát                                 | Mikepércs Sáránd Derecske |

Topografisch genauer betrachtet befindet sich die Stadt im Gebiet des Hajdúhát, der Hortobágy, bzw. dem Nagy-Sárrét und Berettyó. Das Landschaftsbild der Stadt wird vor allem vom Flachland geprägt, welches von kleineren und größeren Erdhügeln, bzw. Löß- und Schlammgebieten abwechslungsreicher gestaltet wird und dessen Niveauhöhe sich wellenartig ändert.

## Geschichte
Die erste schriftliche Erwähnung geht auf König Géza I. im Jahre 1075 zurück. Anfang des 17. Jahrhunderts siedelte Stephan Bocskai Heiducken in der Stadt an, daher auch das damals noch nicht verbreitete Hajdú im Namen. Im Jahr 1660 wurde der Ort durch türkische Streitkräfte unter der Führung von Ahmed Szejdi bei der Strafexpedition gegen Georg II. Rákóczi verwüstet.

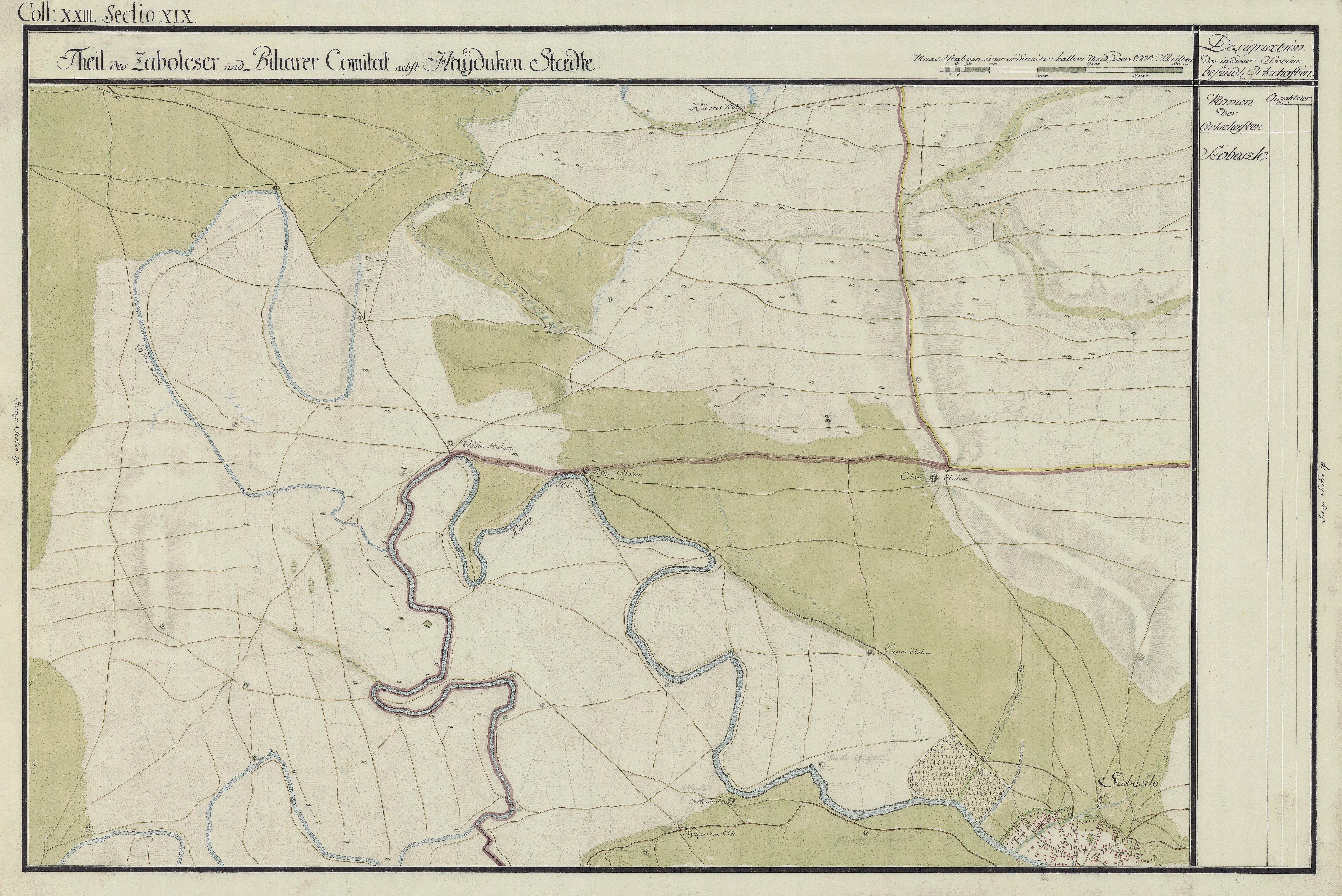
Szoboszló (rechts unten) um 1782 (Aufnahmeblatt der Josephinischen Landesaufnahme)
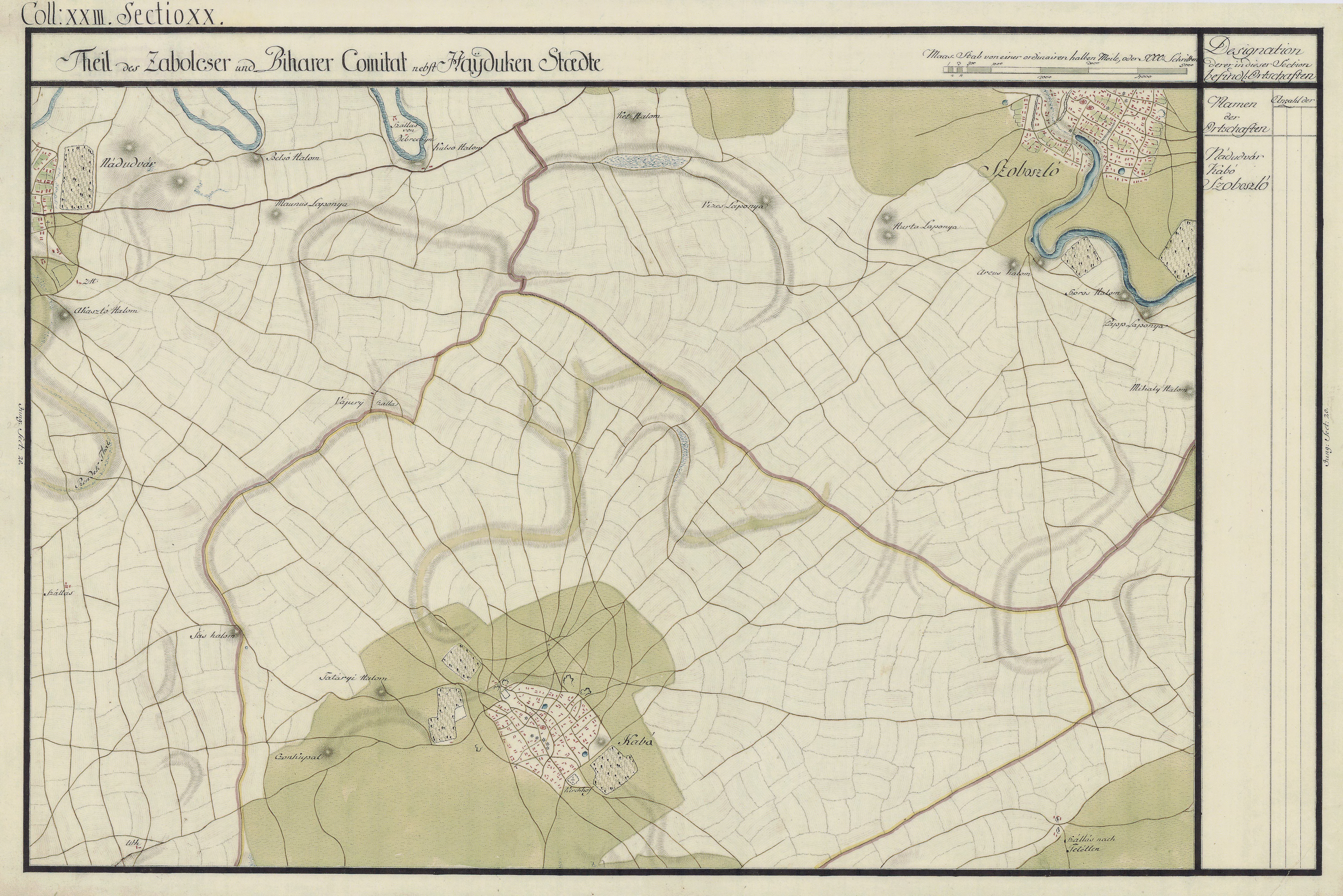
Szoboszló (rechts oben) um 1782 (Aufnahmeblatt der Josephinischen Landesaufnahme)
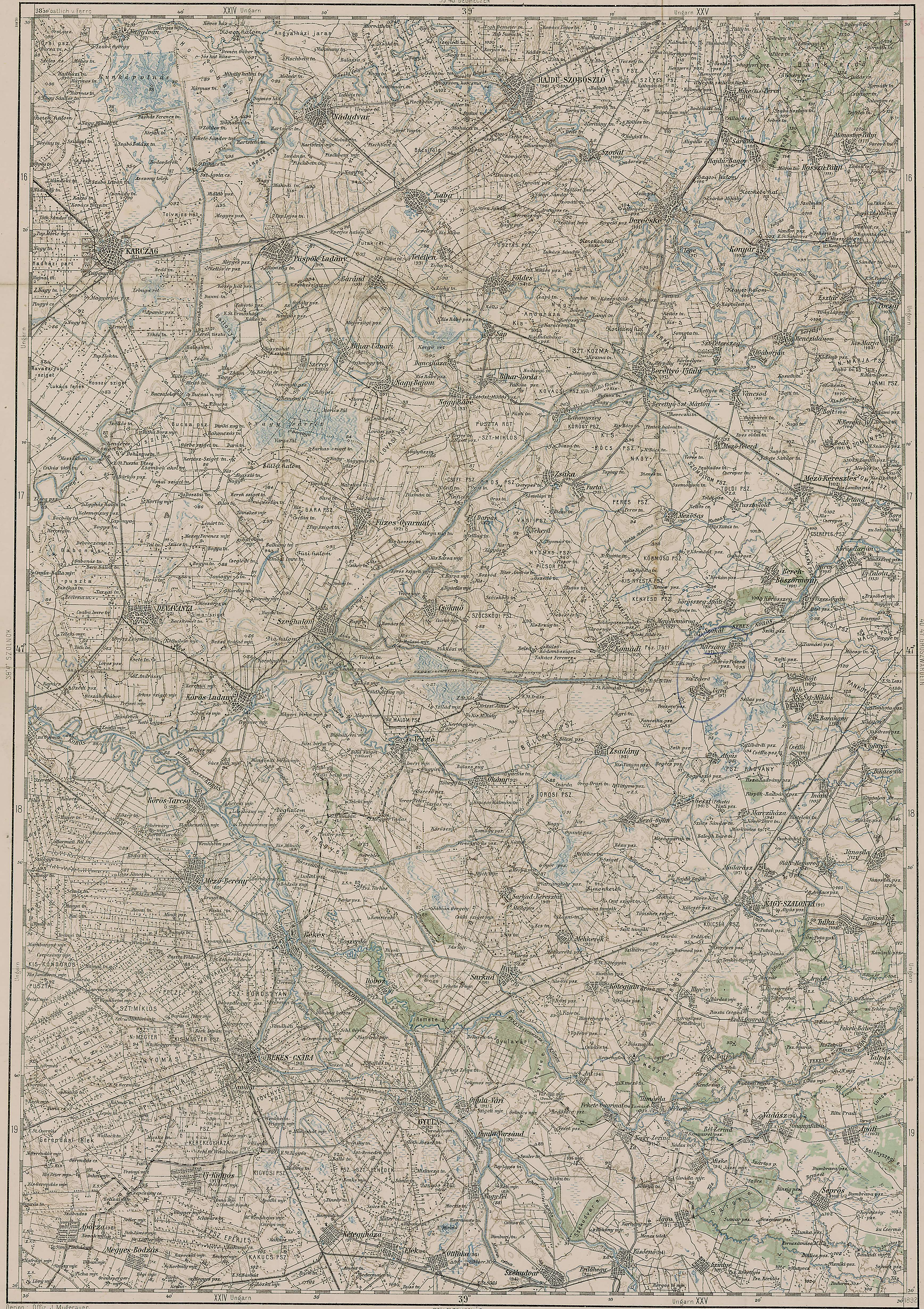
Hajdú-Szoboszló (N 47° 27'; O 39° 4') um 1892 (Aufnahmeblatt der Franzisco-Josephinischen Landesaufnahme)
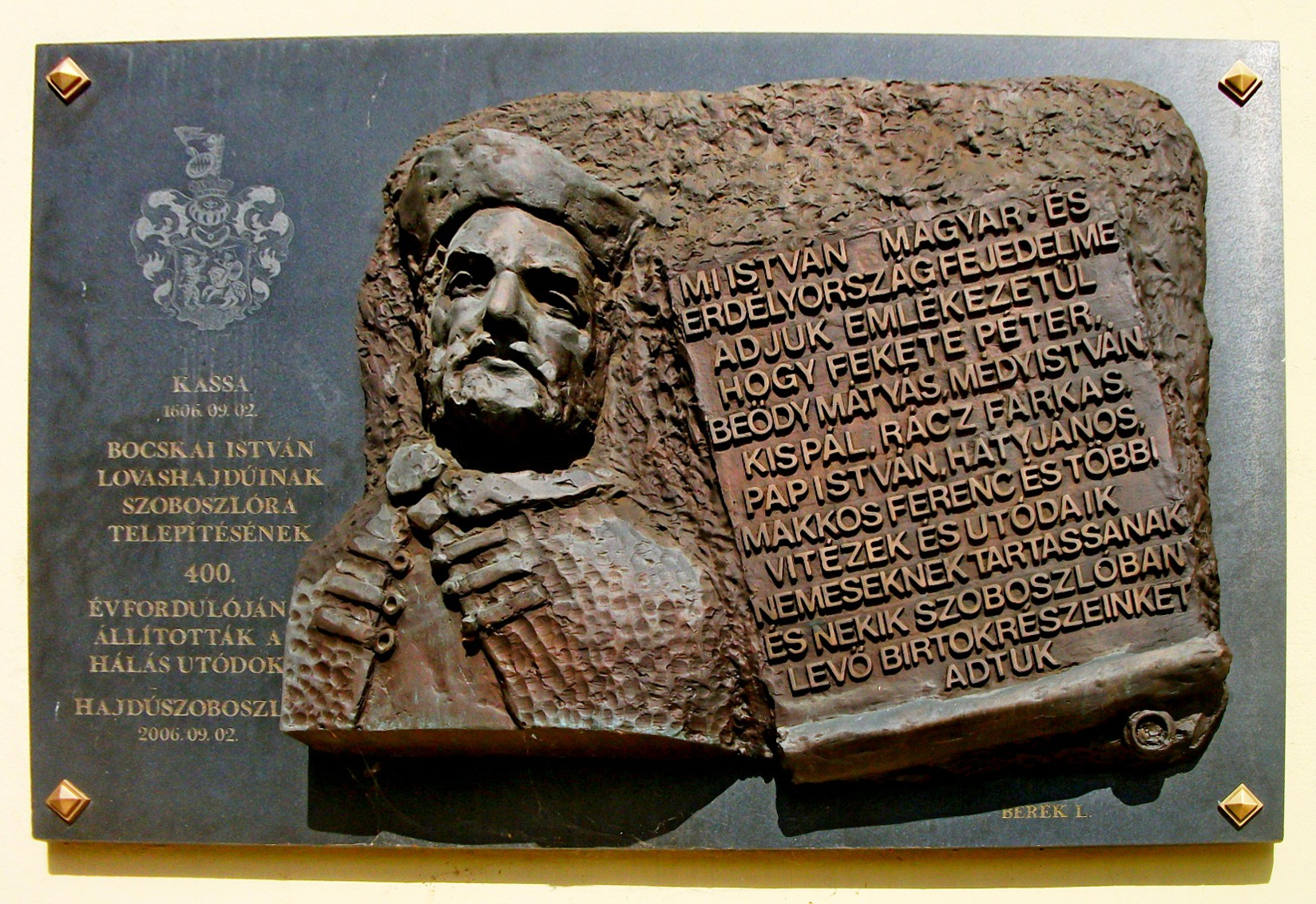
Relief zu Ehren von Stephan Bocskai an der reformierten Kirche in Hajdúszoboszló

## Verkehr
Hajdúszoboszló besitzt einen Flughafen (ICAO-Code: LHHO) und einen Anschluss an die Autobahn M4 (E573) sowie eine Station an der Bahnstrecke Szolnok-Záhony (MAV-Streckenummer 100).

## Klima
Die Stadt besitzt wegen der Landschaft der Tiefebene in den Winter- und Sommermonaten immer ein warmes und trockenes Klima. Im Sommer ist die Zahl der Sonnenstunden besonders hoch, was dem Fremdenverkehr der Stadt zugutekommt. Im Gegensatz zu den seltenen Regenfällen ist die Luftbewegung ständig spürbar. In der Stadt herrscht nur selten Windstille. Die Entwicklung der Heilstätte wurde von diesen hervorragenden klimatischen Verhältnissen begünstigt.

## Sehenswürdigkeiten
• Glockenhaus
• Bocskai István Museum
• Internationales Modernes Museum
• Festungswand
• Csanády Weinhaus
• Wirtshaus (Czeglédy Haus)

## Kirche
• Griechisch-Katholische Kirche
• Evangelische Kirche
• Römisch-Katholische Kirche
• H. N. Adventisten

## Söhne und Töchter
- Balázs Kecskeméthi (1625/1630–1660), Leutnant und Kommandant von Szoboszló bei der türkischen Strafexpedition gegen Georg II. Rákóczi
- Endre Högyes (1847–1906), Mediziner und Mitglied der Ungarischen Akademie der Wissenschaften
- Gyula Kenézy (1860–1931), Mediziner
- Pál Gönczy (1871–1892), Pädagoge und Schulreformer
- Gábor Fehér (1893–1944), Dichter
- Gizella Csokonai Vitéz (1894–1965), Dichterin
- Alexander Esway (1895–1947), ungarischstämmiger Filmregisseur
- Máté Kovács (1906–1972), Kulturpolitiker
- Amália Sterbinszky (1950–2025), Handballspielerin
- Andrea Gönczi (* 1966), Badmintonspielerin

## Partnerstädte
- Bad Dürrheim, Deutschland, seit 1989
- Târnăveni, Rumänien, seit 1991
- Kežmarok, Slowakei, seit 1994
- Lanškroun, Tschechien, seit 2013
- Dzierżoniów, Polen, seit 2015[2]